# Platane d'Inkaya
 (avril 2018).
Si vous disposez d'ouvrages ou d'articles de référence ou si vous connaissez des sites web de qualité traitant du thème abordé ici, merci de compléter l'article en donnant les références utiles à sa vérifiabilité et en les liant à la section « Notes et références ».
 (avril 2018).
Le platane d'İnkaya est un platane d'Orient situé au cœur du village d'İnkaya, une province de la ville de Bursa, en Turquie. Considéré comme un arbre remarquable, l'âge de cet arbre est estimé à plus de 600 ans ; il serait né vers 1330, avec le début de l'empire Ottoman. Avec une hauteur de 35 mètres et une circonférence de 9,20 mètres (au 31 janvier 2017), il compte parmi les plus grands platanes de l'Anatolie.

## Tourisme
Le village d'İnkaya a été fondé en 1877 dans le district de Karacabey de la province de Bursa. Près de ce village, à 25 km du district de Karacabey et à 54 km de Bursa, se trouve le platane d'İnkaya.
Le platane d'İnkaya fait partie intégrante de la vie des habitants du village, il est devenu l'un des symboles de la ville de Bursa. Les touristes venant dans cette ville ne partent pas sans visiter celui-ci. Ce monument constitue une source principale de revenus touristiques pour İnkaya. De nombreux établissements sont situés aux alentours : des restaurants, des cafés, des boutiques vendant des produits artisanaux, ainsi que d'autres boutiques touristiques.

## Légende
Ce grand érable est très populaire à Bursa et ses environs. Une grande importance lui est donnée car selon les anatoliens, cet arbre serait en rapport avec un rêve qu'aurait fait le sultan Osman Gazi[réf. nécessaire], le fondateur de Empire Ottoman, dont Bursa fut la première capitale. 
Le sultan vit dans son rêve la lune éclairant la poitrine de Shaykh Edébali, l’inspirateur spirituel de l’empire. Puis la pleine lune se transforma en platane qui se mit à grandir et se parer d’un immense feuillage vert dont l’ombre entourait le monde. À ses côtés, il vit quatre montagnes : les Balkans, les Monts Taurus, le Caucase et l’Atlas ; et sortant des racines de l’arbre, les rivières du Tigre, de l’Euphrate, du Nil et du Danube sur lesquelles voguaient des bateaux. La nature était généreuse, les récoltes abondantes, les villes s’étalaient sur les collines et les minarets des mosquées appelaient à la prière. Le son des prières se mêlait au chant des oiseaux et les feuilles continuaient à pousser. Il rêva ensuite qu’un grand coup de vent emportait les feuilles jusqu’à Istanbul qui avait pris la forme d’un anneau. Alors que le sultan glissait l’anneau à son doigt, il s’éveilla. Au matin, Osman Gazi raconta son rêve au Shaykh Edébali qui l’interpréta ainsi : « Osman sera à l’origine d’un empire qui s’étendra sur les trois continents ».